# 青年共产党人 (捷克)
青年共产党人（捷克語：Mladí komunisté）是捷克的一个共产主义青年组织，是捷克和摩拉维亚共产党的青年翼。该组织由捷克和摩拉维亚共产党中央委员会青年委员会直接领导。该组织与更为左倾的共产主义青年联盟保持协作关系。该组织的主席是Petra Prokšanová。该组织的总部位于布拉格。